# Бронепалубные крейсера типа «Катине»
Бронепалубные крейсера типа «Катине» — серия крейсеров II класса французского флота, построенная в 1890-х гг. Являлись версией крейсеров типа «Декарт» с несколько изменённым размещением вооружения. Всего было построено 2 единицы: «Катине» (фр. Catinat) и «Проте» (фр. Protet).

## Конструкция

### Корпус
Крейсера типа «Катине» имели типичный для французских кораблей того времени корпус — с очень длинным тараном в форме плуга. Борта были завалены вовнутрь, для улучшения обстрела орудий, размещённых по бортам. Остойчивость крейсеров оказалась недостаточной и в их трюмы был погружен балласт.

### Вооружение
Основным вооружением крейсеров типа «Катине» являлись скорострельные пушки калибра 164 мм. В отличие от типа «Декарт» их установка в спонсонах была сдвинута в корму. Орудия образца 1891/1893 года стреляли снарядами весом 44,9 кг с начальной скоростью 799 м/с. Крейсера также могли нести до 50 якорных мин и ставить их с помощью минных рельсов, проходивших по кормовой части палубы.

## Служба
- «Катине» — заложен в феврале 1894 года на частной верфи Forges et Chantiers de la Mediterranee в Ла-Сене, спущен 8 октября 1896 года, в строю с 1898 года. Списан и сдан на слом в 1911 году.
- «Проте» — заложен в марте 1896 года на частной верфи Societe Chantiers de la Gironde в Бордо, спущен 6 июля 1898 года, в строю с февраля 1899 года. Списан и сдан на слом в 1910 году.[2]